# كريستوفر باكلي
كريستوفر باكلي (بالإنجليزية: Christopher Buckley)‏ هو شاعر أمريكي، ولد في 1948 في أركاتا في الولايات المتحدة.